# Пустынный гологлаз
Пусты́нный гологла́з (лат. Ablepharus deserti) — вид сцинковых из рода Гологлазов.

## Внешний вид
Мелкая ящерица с длиной тела, не превышающей 5,6 см и весом до 2 г. Лоботеменных щитков 2. Глаз окружён зернистыми чешуйками, отсутствующими в его нижней части. Раздельные веки отсутствуют. Верх сероватый или серовато-оливковый. На спине могут присутствовать темные прерывистые полоски. От ноздри через глаз и далее по бокам туловища тянутся темно-бурые полосы.

## Образ жизни
Встречается на равнинах и в горах, живёт в предгорных районах. Населяет глинистые и каменистые участки, пустыри, сады, виноградники, лесные массивы в горах. Укрывается в трещинах в почве и в пустотах между камнями, норах грызунов и дуплах деревьев. Активен днём. После зимовки выходит в апреле — марте. На зимовку уходит в октябре — ноябре. Питается насекомыми. Спаривание в апреле — начале мая. Несколько кладок в сезон. Длина яиц — 0,8-0,9 см. Молодые имеют длину 1,5-2 см.

## Распространение
Пустынный гологлаз распространён в Средней Азии: на юге Казахстана, в Киргизии, Узбекистане, на севере Таджикистана и на востоке Туркмении.

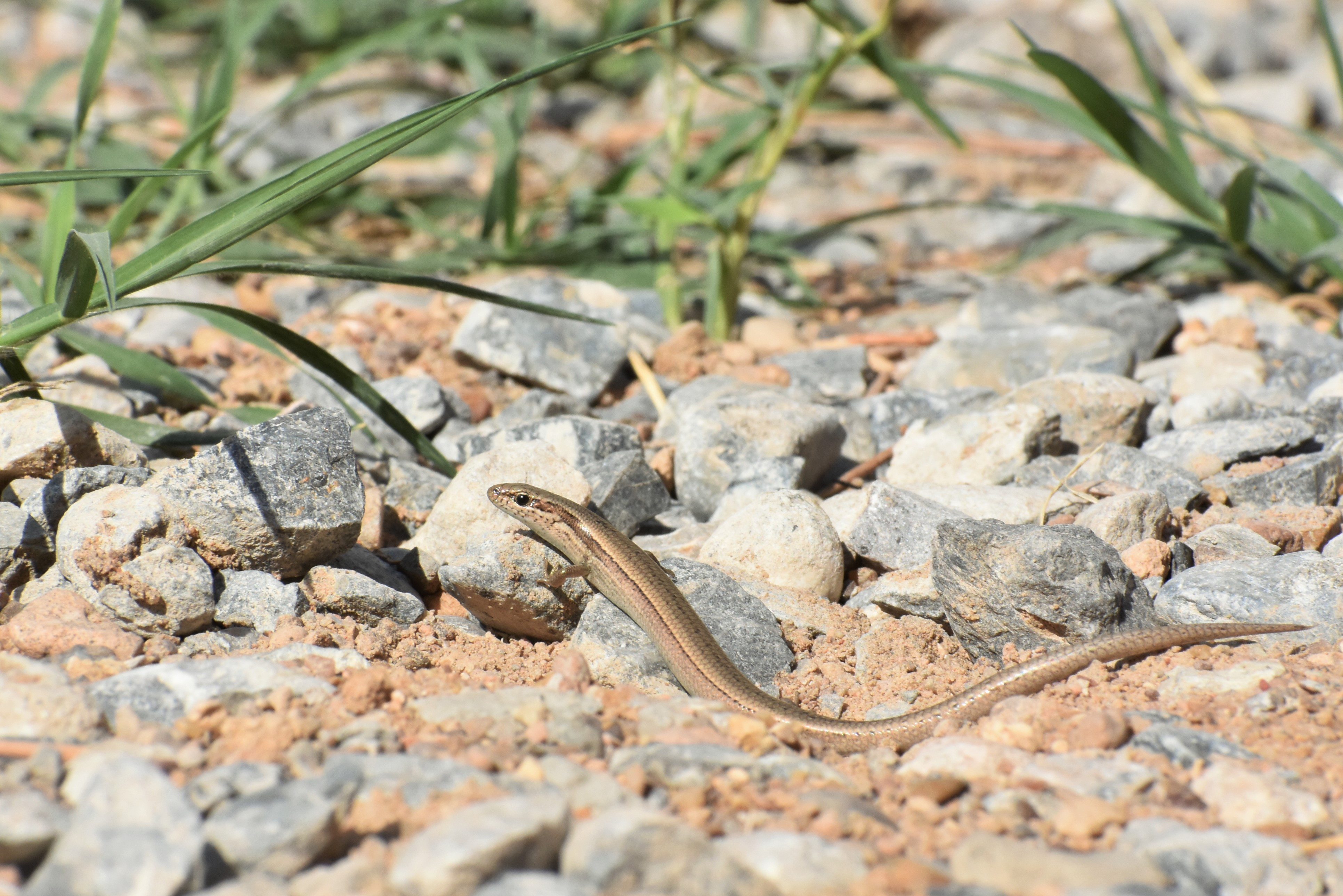
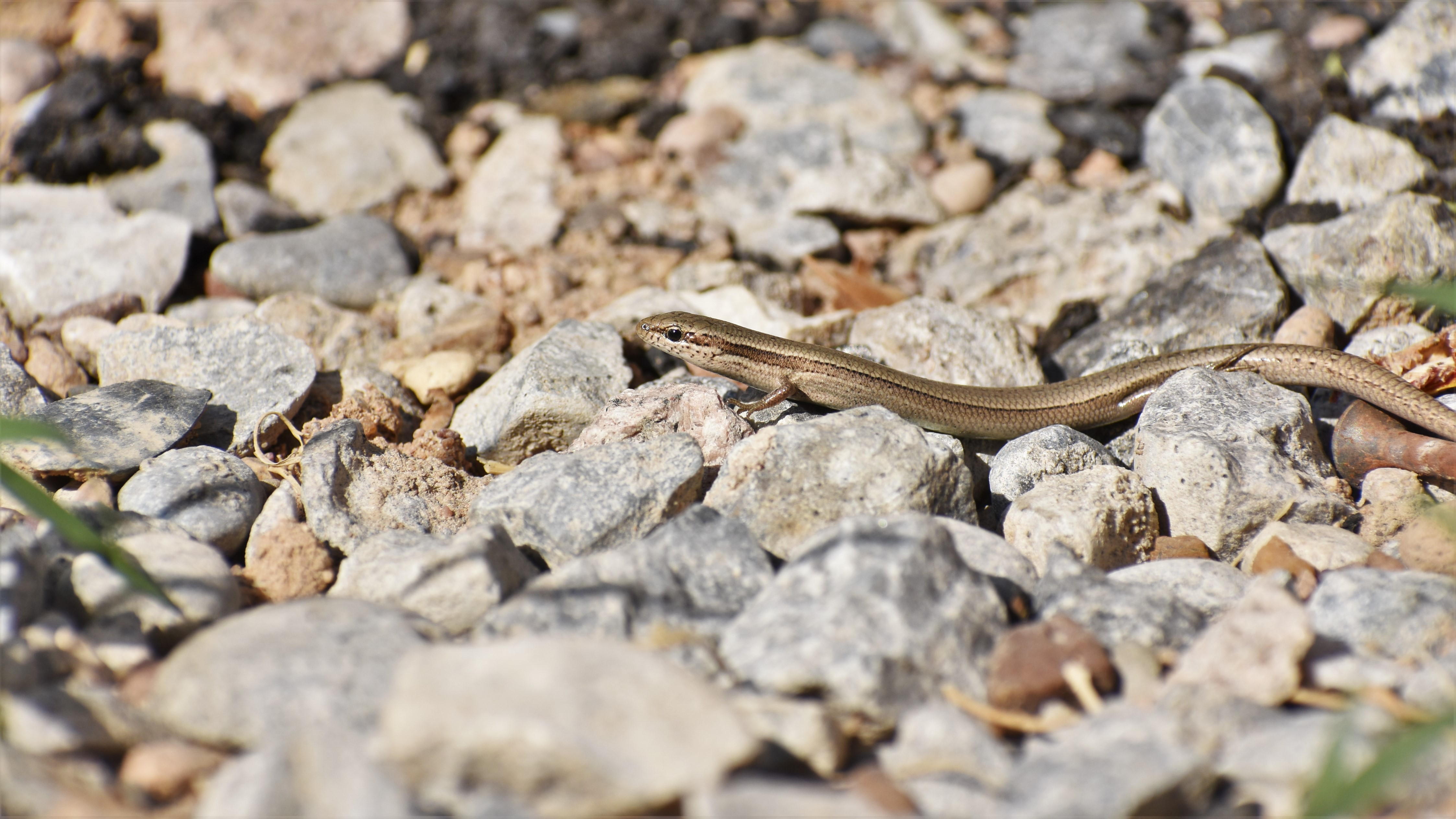
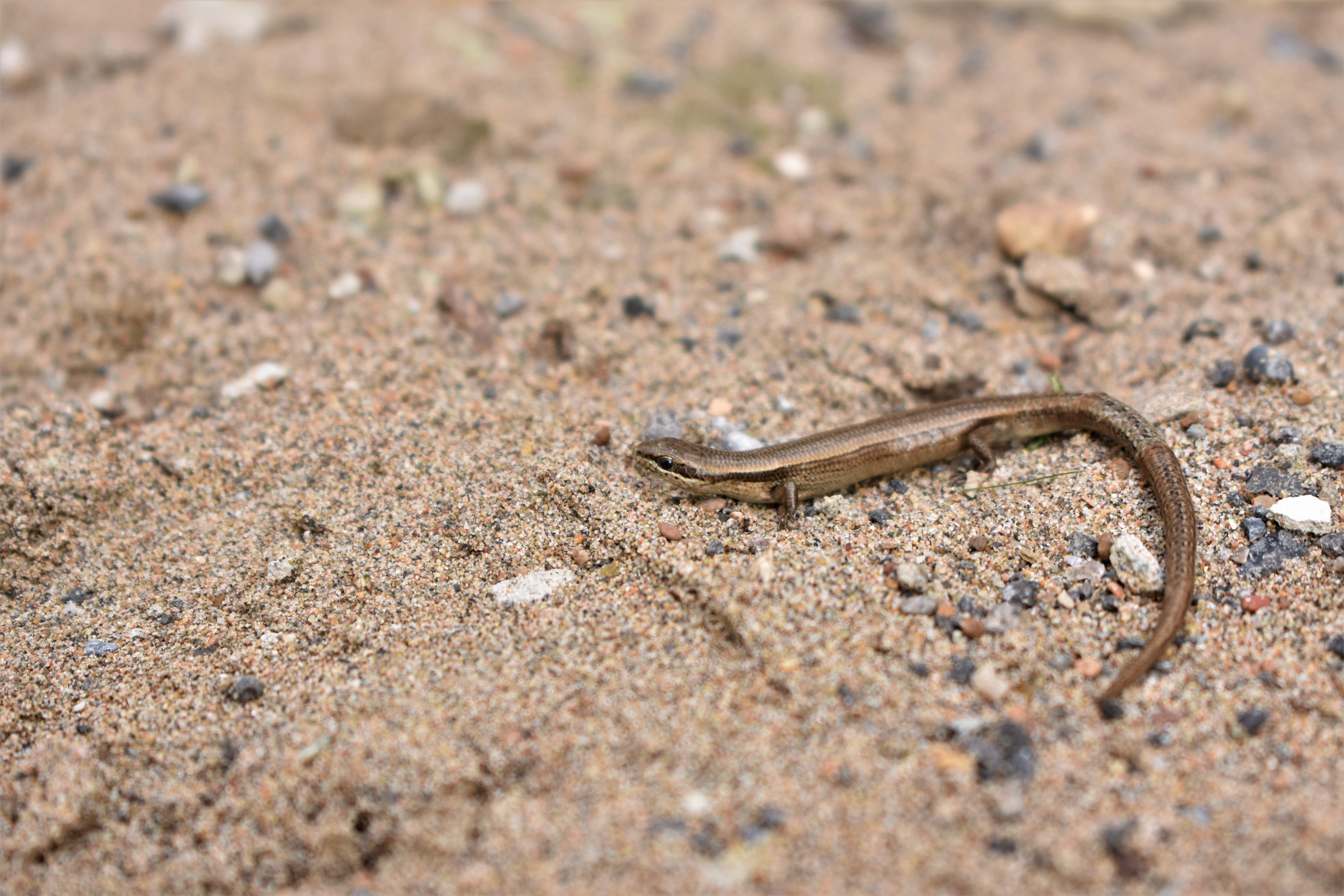